# Металювання
Металювання (рос. металлирование, англ. metalation) — введення атома металу або металовмісної групи в органічні молекули за допомогою обміну атома H на атом металу при дії металорганічних сполук, заміщення інших груп (XR, Hlg), приєднання металів до кратних зв'язків або їх еквівалентів.
RC≡C-H + RMgI →RC≡C-MgI
PhCH=CHCOPh + K + NH3→PhCHK-CHK-COPh